# Basacantha lundae
Basacantha lundae är en mångfotingart som beskrevs av Chamberlin 1951. Basacantha lundae ingår i släktet Basacantha och familjen Chelodesmidae. Inga underarter finns listade i Catalogue of Life.